# Haematopota mephista
Haematopota mephista är en tvåvingeart som beskrevs av Usher 1965. Haematopota mephista ingår i släktet Haematopota och familjen bromsar. Inga underarter finns listade i Catalogue of Life.